# Salomon Eger
Salomon Eiger (איגר) – rabin, filozof, talmudysta, znawca nauk judaistycznych, a także kupiec warszawski i działacz społeczny; w latach 1834–1840 naczelny rabin Kalisza, następca Akiwy Eigera na stanowisku rabina Poznania.

## Życiorys
Salomon urodził się roku 1787 (5647/5548 roku wg kalendarza żydowskiego). w Lesznie, zmarł w Poznaniu w roku 1852 (5612/5613 roku wg kalendarza żydowskiego).
Był synem rabina Akiwy Eigera. W latach 1835–1840 był naczelnym rabinem Kalisza. Należał do przeciwników chasydyzmu; był zwolennikiem judaizmu rabinicznego, ceniono go jako talmudystę oraz znawcę nauk judaistycznych. W okresie sprawowania urzędu w Kaliszu zajmował się kwestiami społecznymi, m.in. w 1835 zezwolił na utworzenie nowoczesnej 3-klasowej szkoły dla dzieci (utworzeniu takiej szkoły sprzeciwiali się wcześniejsi naczelni rabini Kalisza), jednak szkołę zdołano otworzyć dopiero w 1867. Wyraził także zgodę na pracę chrześcijańskich robotników w sobotę w żydowskich fabrykach. Eger opuścił urząd w Kaliszu w 1840, kiedy został wybrany na rabina Poznania.
W 1836 Salomon Eiger wziął ślub w Mińsku, na który przybył jego ojciec, rabin Poznania, Akiva Eiger.
W 1839 roku został rabinem w Poznaniu. Po zgonie rabina Elijahu Rogalera wybrano go ponownie na rabina w Kaliszu. Zmarł podczas podróży. Napisał m.in. Uwagi i korekty Rabi Szlomo Eigera, wydane w Wilnie w 1832 roku.

## Rodzina
Najlepiej znanym synem rabina Salomon Eigera był reb Leibele, który przeprowadził się do Lublina i związał z chasydami. Kiedy ta wiadomość dotarła do rabina Salomona Eigera, zwolennika judaizmu rabinicznego, ten ogłosił żałobę, jakoby stracił swego syna. Z czasem jednak złagodził swoje podejście i pogodził się z synem.